# Кашгар (аэропорт)
Кашгарский аэропорт (уйг. قەشقەر ئايرودرومى‎, кит. 喀什机场) (ИАТА: KHG, ИКАО: ZWSH), также известен как Аэропорт Каши. Расположен в 10 километрах от центра города. Взлетно-посадочная полоса трижды расширялась, достигнув в итоге длины 2800 метров, ширины — 50 метров. Позволяет принимать самолеты класса Ту-154. Площадь здания аэропорта — около 5 тыс. м2. На его территории располагается комплекс по обслуживанию пассажиров.

## История
Был сооружен в 1953 году, однако для третьих стран был открыт только в апреле 1993 года по распоряжению Госсовета КНР в рамках «политики открытости».

## Авиалинии и направления

### Грузовые
| Авиакомпания       | Пункты назначения |
| ------------------ | ----------------- |
| YTO Cargo Airlines | Карачи            |